# Saxton Pope
Saxton Temple Pope, né le 4 septembre 1875 et mort le 8 août 1926, est un médecin américain, enseignant, auteur et amateur de plein air. Il est surtout connu pour être le père de la chasse à l'arc moderne et pour ses relations étroites avec Ishi, le dernier membre de la tribu des Yahi et le dernier Indien d'Amérique connu à avoir été élevé en grande partie isolé de la culture occidentale.

## Biographie

### Jeunesse
Né à Fort Stockton, au Texas, fils d'un chirurgien de l'armée, Pope a grandi dans des camps militaires et des villes frontalières, où il a appris les activités de plein air et est devenu un athlète. C'est là qu'il a d'abord appris le tir à l'arc, ainsi que l'équitation, le tir à la carabine, la fabrication de couteaux et d'autres compétences. Il a construit et tenté de piloter un planeur.
Il a ensuite été étudiant en médecine à l'Université de Californie où il a obtenu son diplôme en 1899. Il établit un cabinet à Watsonville, près de San Francisco, épousa Emma Wightman, une camarade de classe à la faculté de médecine, et eut quatre enfants. En 1912, il devint instructeur en chirurgie à la faculté de médecine.

### Relation avec Ishi
La faculté de médecine où enseignait Pope était située près du musée où Ishi travaillait comme concierge (en:janitor), après y avoir été amené par le professeur T.T. Waterman du département d'anthropologie de l'Université de Californie. Ishi ayant grandi dans la tribu isolée des Yahi, il était peu immunisé contre les maladies et Pope rencontre Ishi lors de ses séjours à l'hôpital universitaire. Pope apprend les bases de la langue Yahi et passe beaucoup de temps avec Ishi à apprendre son mode de vie et à écouter le folklore tribal Yahi. Ishi enseigne à Pope la fabrication des arcs et des flèches comme le faisaient les Yahi, et comment chasser avec ceux-ci. Pope et Ishi sont restés proches jusqu'à la mort de Ishi en 1916, de la tuberculose. En dépit de cette relation étroite et contre les souhaits fréquemment exprimés par son ami Yahi, Pope a insisté pour qu'Ishi soit autopsié après la mort et son cerveau extrait et étudié.

### Fin de vie
Pope est devenu un chasseur d’arc passionné durant son temps avec Ishi, et il a continué après la mort d’Ishi. En 1920, avec une permission spéciale, Pope et un de ses compagnons, Arthur Young, sont partis à la chasse au grizzli dans le parc national de Yellowstone avec des arcs fabriqués à la main et des flèches en acier. Les ours empaillés sont exposés à la California Academy of Sciences. Pope a plus tard écrit un livre, CHunting with the Bow and Arrow (Chasser avec l'Arc et les Flèches), qui reste fréquemment réimprimé. Il poursuivit la chasse à l'arc jusqu'à sa mort, en 1926, d'une pneumonie.

## Héritage
Saxton Pope et Arthur Young ont été honorés du nom du club Pope and Young, une organisation dédiée à la chasse à l’arc qui continue aujourd’hui et comprend son propre livre de records du monde pour le jeu nord-américain. Pour être enregistré dans les registres Pope and Young, le gibier doit être pris avec un arc et des flèches. Il a également réintroduit les techniques traditionnelles de fabrication d’arc et de flèche apprises d’Ishi à d’autres Indiens dont les communautés avaient perdu l’art.